# Peter Wilcox Jones
Peter Wilcox Jones (1952) é um matemático estadunidense, conhecido por seu trabalho em Análise harmônica e geometria fractal.
Obteve um Ph.D. na Universidade da Califórnia em Los Angeles em 1978, orientado por John Garnett. Recebeu o Prêmio Salem de 1981. Foi eleito membro da Academia de Artes e Ciências dos Estados Unidos (2008), da Academia Real das Ciências da Suécia (2008) e da Academia de Artes e Ciências dos Estados Unidos (1998).
É professor da Universidade Yale. Foi palestrante convidado do Congresso Internacional de Matemáticos em Varsóvia (1983) e palestrante plenário do Congresso Internacional de Matemáticos em Hyderabad (2010: Eigenfunctions and Coordinate Systems on Manifolds).